# Norrbotten
Norrbotten je pokrajina na sjeveru Švedska, na sjeverozapadnoj obali Botničkog zaljeva.

## Zemljopis
Sastavni je dio županije Norrbottens län. Graniči s pokrajinama Lappland na zapadu i Västerbotten na jugu te Finskom na istoku. U pokrajini je nastanjeno 194 570 stanovnika na površini od 26 671 km², te je gustoća naseljenosti 7,3 stanovnika/km2.

## Gradovi
- Boden
- Haparanda
- Piteå
- Kalix
- Pajala
- Älvsbyn
- Överkalix
- Övertorneå

## Galerija slika
- Most preko rijeke Piteälven
- Panorama Norrbottena
- Crkva Karla Gustava u Haparandi
- Seskaro most nedaleko Haparande
- Piteå centar
- Početak polarnog kruga
- Nacionalni park Sarek

## Vanjske poveznice
- Info i karta   Arhivirana inačica izvorne stranice od 13. svibnja 2011. (Wayback Machine)
- Rani turizam u Norrbottenu - Članak u novinama Tidningen Kulturen (šv.)  Arhivirana inačica izvorne stranice od 10. veljače 2008. (Wayback Machine)